# Дейнега Віталій Олегович
Віталій Олегович Дейнега (25 жовтня 1983 , Київ ) — волонтер, громадський діяч, засновник і у 2014—2020 роках керівник БФ «Повернись живим». Заступник Міністра оборони України з 21 лютого 2023 року по 18 вересня 2023. 

## Життєпис
2001—2007 — навчався в КПІ на факультеті прикладної математики.
2014 року заснував БФ «Повернись живим», один із найбільших благодійних фондів України.
2016—2017 — радник у Transparency International Ukraine.
У 2017—2020 роках працював на 24 каналі ведучим проекту «Хроніки неоголошеної війни».
28 квітня 2020 року спільно з МЗС України зібрали кошти серед українських дипломатів для допомоги військовим в боротьбі з Covid-19.
2022 року Віталій заснував проєкт Ukrainian Witness, що займається фільмуванням злочинів росіян під час повномасштабного вторгнення до України.
21 лютого 2023 року став заступником міністра оборони України Олексія Резнікова з цифрової трансформації. 18 вересня 2023 звільнений з посади під час засідання Кабінету Міністрів України .

## Нагороди
- Орден «За заслуги» II ст. (23 серпня 2022)[7]
- Орден «За заслуги» III ст. (23 серпня 2014)[8]
- Відзнака Президента України — Хрест Івана Мазепи (5 грудня 2019)[9] Станом на січень 2021 не вручена, оскільки Дейнегу не було повідомлено про те, де забрати нагороду[10]
- 13 травня 2016 року міністр оборони України Степан Полторак вручив медаль «За сприяння ЗСУ».[11]